# Karl Fiehler
Karl Fiehler (født 31. august 1895 i Braunschweig, død 8. december 1969 i Diessen am Ammersee) var en tysk SS-Obergruppenführer. Han var et af de tidligste medlemmer i Det nationalsocialistiske tyske arbejderparti (NSDAP). Fiehler deltog som medlem af Stoßtrupp Adolf Hitler i Adolf Hitlers ølkælderkup i München den 8–9 november 1923. Fiehler havde partibog nr. 37. Han var Oberbürgermeister i München 1933–1945 og Reichsleiter 1935–1945.

### Trykte kilder
- Klee, Ernst (2007). Das Personenlexikon zum Dritten Reich (tysk) (2 udgave). Frankfurt am Main: Fischer Taschenbuch Verlag. ISBN 978-3-596-16048-8.